# Taricha
Taricha là một chi động vật lưỡng cư trong họ Salamandridae, thuộc bộ Caudata. Chi này có 4 loài và không bị đe dọa tuyệt chủng.

## Hình ảnh

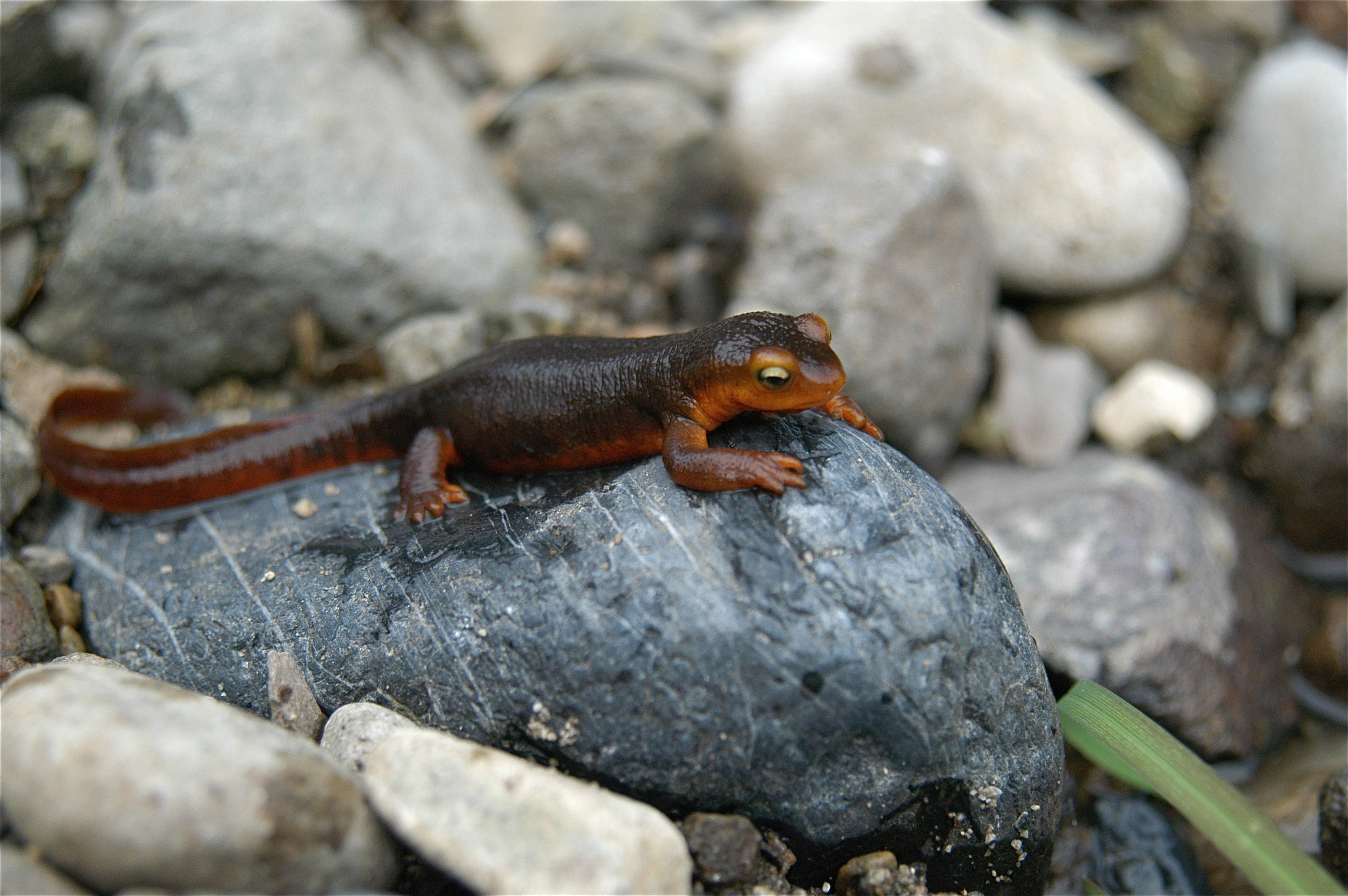
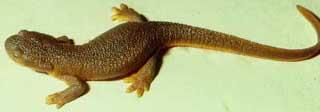
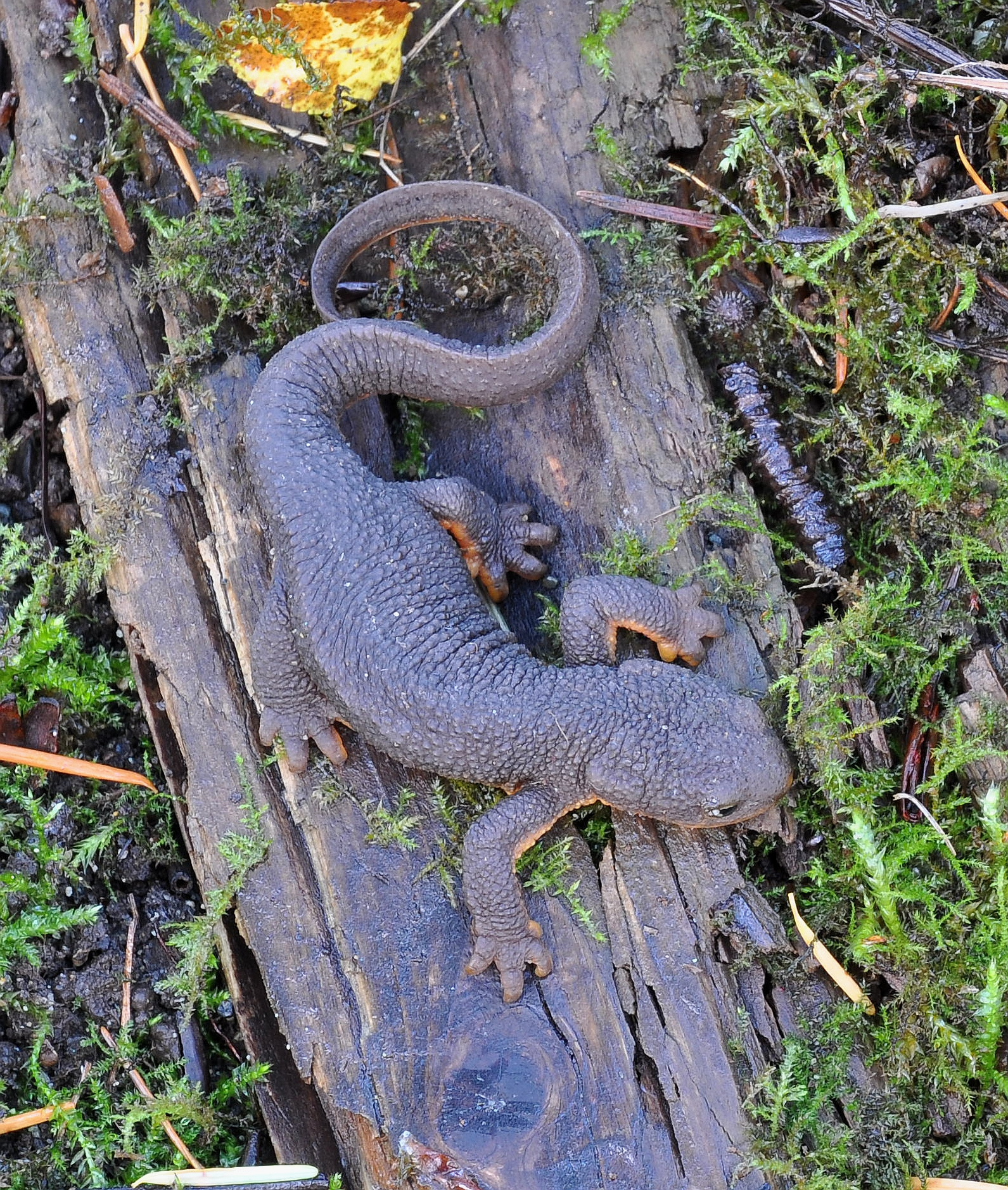
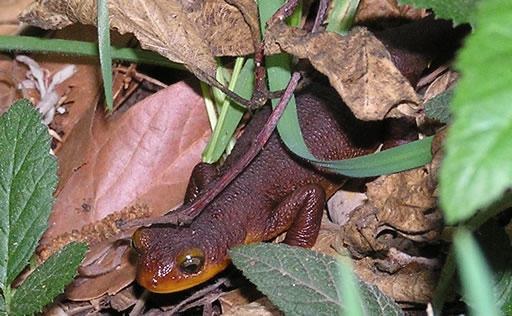